# Hippolyte Ferrat
Pour les articles homonymes, voir Ferrat.
Jean Joseph Hippolyte Romain Ferrat né à Aix-en-Provence le 9 août 1822 et mort dans la même ville le 24 octobre 1882 est un sculpteur français.

## Biographie
Frère aîné du sculpteur Charles Hippolyte Marcellin Ferrat et lauréat de la Ville d'Aix-en-Provence, Hippolyte Ferrat est admis, le 8 avril 1841, à l'École des beaux-arts de Paris où il est élève de James Pradier. Il obtient le second prix de Rome en 1850. Il expose au Salon de 1849 à 1870.
En 1859, Hippolyte Ferrat réalise une statue de l'homme politique François Denis Tronchet pour le Conseil d'État. En 1860, une fontaine monumentale due à Théophile de Tournadre est construite au centre de la place de la Rotonde à Aix-en-Provence. Des trois statues sommitales, Ferrat réalise l’allégorie des Beaux-Arts.
En 1863, il exécute quatre cariatides représentant les quatre continents, Europe, L'Asie, L'Afrique et L'Amérique, pour la façade de l'hôtel Louvre et Paix situé sur la Canebière à Marseille. Il sculpte également les sujets représentant Le Commerce et La Navigation qui cantonnent l'horloge du fronton de cet édifice,.
Il réalise trois Couples d'enfants portant les cartouches dédiés à Puget, Constantin et Forbin dans l'escalier d'honneur du musée des Beaux-Arts de Marseille au palais Longchamp.
Certaines de ses œuvres sont conservées à Aix-en-Provence au musée Granet : Le Berger Corydon, le Buste d'Émile Loubon et le Buste de l'Abbé de l'Épée.
Il meurt ruiné au vieil hôpital d'Aix-en-Provence le 24 octobre 1882. Il est inhumé au cimetière Saint-Pierre d'Aix-en-Provence.

## Œuvres dans les collections publiques
- Aix-en-Provence :

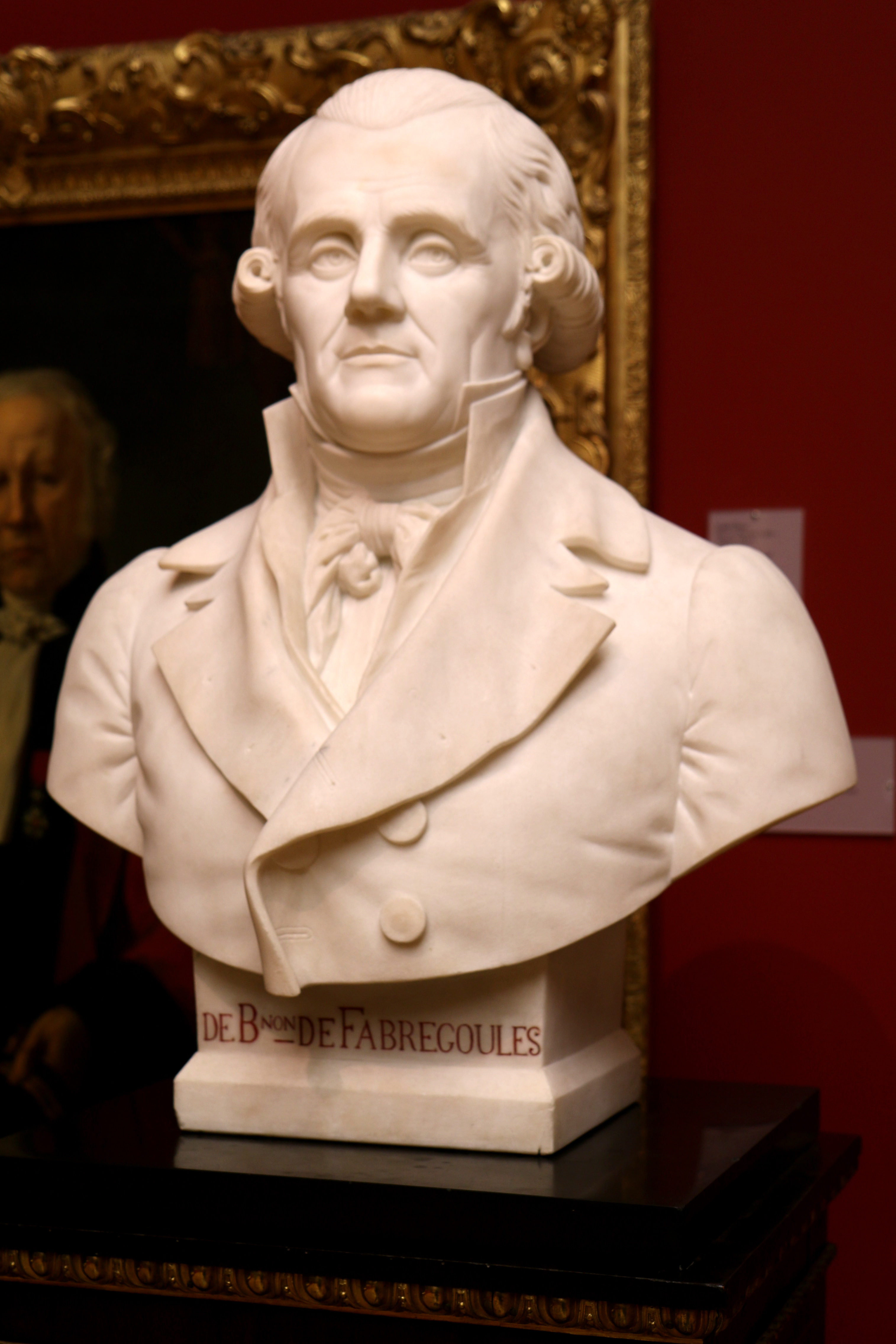
Jean-Baptiste Bourguignon de Fabregoules (1867), Aix-en-Provence, musée Granet

  - bibliothèque Méjanes : Portrait d'É. Rouard, terre cuite.
  - église Saint-Jean-de-Malte : Christ.
  - place Bellegarde : buste du peintre Marius Granet, placé au sommet de la colonne de la fontaine Bellegarde[15].
  - fontaine de la Rotonde: Les Beaux-Arts, une des trois statues sommitales.
  - musée Granet :
    - Cyparisse, 1843, statue en plâtre ;
    - Bourguignon de Fabregoules, buste en marbre, 1867 ;
    - Abbé Charles-Michel de L'Épée, 1879, buste en marbre ;
    - Le Berger Corydon, 1843, statue en plâtre ;
    - Émile Loubon, 1852, buste en plâtre ;
    - Phalante recevant des mains de Télémaque l'urne renfermant les cendres d'Hippias, 1847, bas-relief en plâtre ;
    - La Fondation d'Aix, 1847, bas-relief en terre cuite.

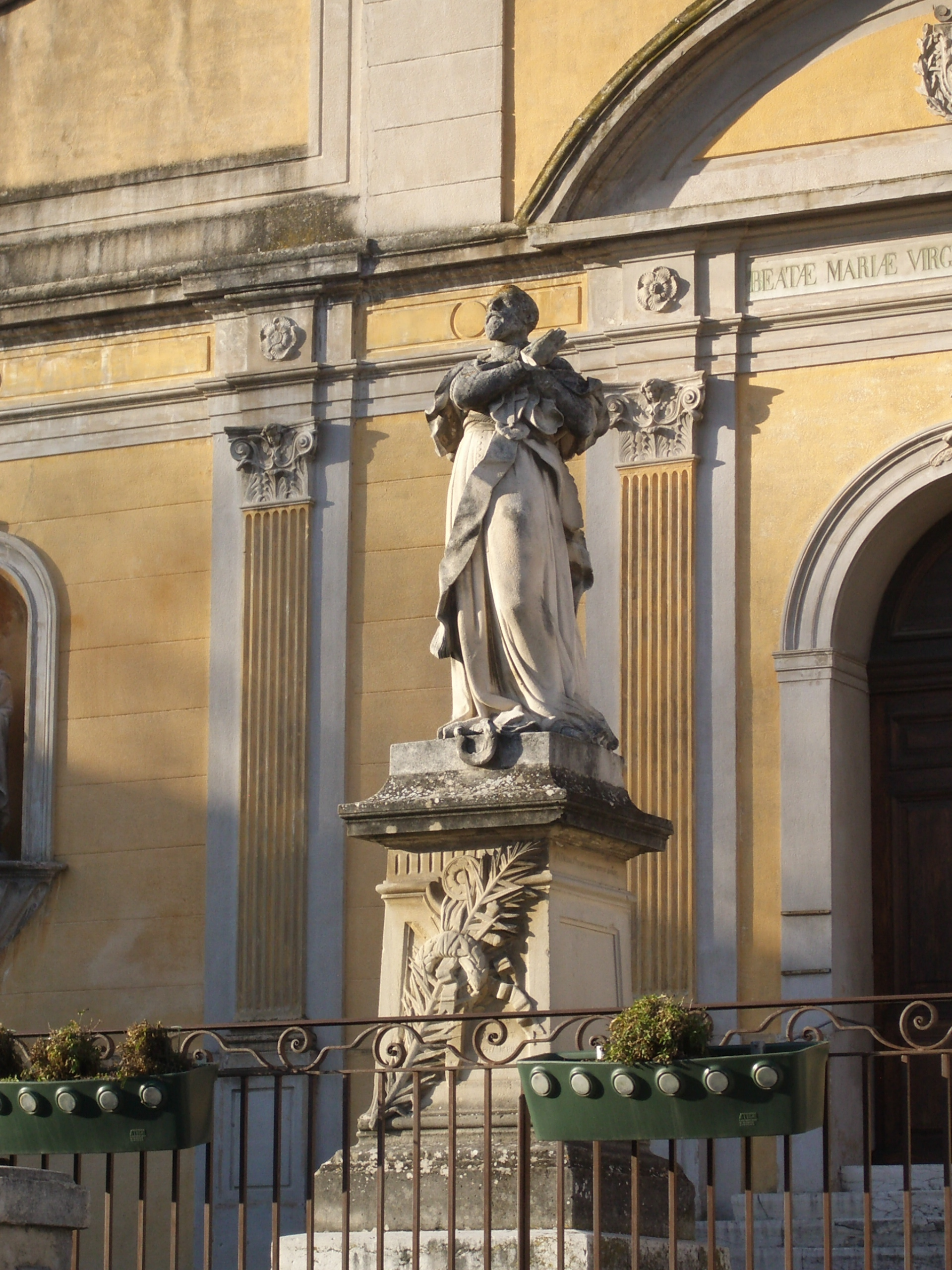
Monument à Laurent Imbert (1881), Cabriès.

- Cabriès, village de Calas, place de l'église : Monument à Laurent Imbert, 1881, évêque français mort martyrisé en Corée[16].
- Compiègne, Château : Le Prince impérial[17]
- Digne-les-Bains, hôtel de ville : Hippolyte Fortoul, buste en marbre[18].
- Gémenos, château de Saint-Pons : une fontaine.
- Lisieux, jardins de la Mairie : François Denis Tronchet, statue en marbre, 270 × 110 × 110 cm[19].
- Marseille :
  - hôtel Louvre et Paix :
    - façade de l'hôtel : Europe, Asie, Afrique et Amérique, cariatides en pierre représentant les quatre continents ;
    - fronton : Le Commerce et La Navigation, statues en pierre cantonnant l'horloge[20].

  - palais Longchamp : sur les seize groupes de deux enfants placés dans l'escalier aux entre-fenêtres et entre les panneaux de pierre, chaque composition portant un cartouche où sont gravés les noms d'artistes, Hippolyte Ferrat sculpte trois groupes portant le nom respectif de Puget, les Forbin et Constantin[21].
  - palais de justice, chambre correctionnelle : L’Acquittement et La Condamnation[22] ;
- Paris :
  - École nationale supérieure des beaux-arts : Antigone allant chercher le corps de Polynice, 1845, bas-relief en plâtre, 41,5 × 48 cm[23].
  - cimetière du Père-Lachaise : Cyparisse, 1850, bas-relief en marbre pour le Monument à Pradier.
  - cimetière de Montmartre : H. R. Colet, 1851, médaillon en bronze.
  - Conseil d'État, grand vestibule : François Denis Tronchet, 1859, statue en marbre.
  - Palais de justice : Le Président Louis-Marie de Belleyme, 1857.
  - palais du Louvre :
    - Le Génie de la pêche, 1857, groupe en pierre ;
    - Diane de Gabiès, 1857, statue en marbre, cour du Louvre[24].

  - palais des Tuileries, façade : L'Astronomie, 1865, fronton en pierre.
  - Conservatoire national supérieur de musique et de danse : Vincenzo Bellini, 1865, buste en marbre[25].
- Rousset, église : Vierge immaculée, statue.
- Versailles, musée de l'Histoire de France : Le Baron Desmichels, 1850, buste en marbre.

Œuvres d'Hippolyte Ferrat au musée Granet
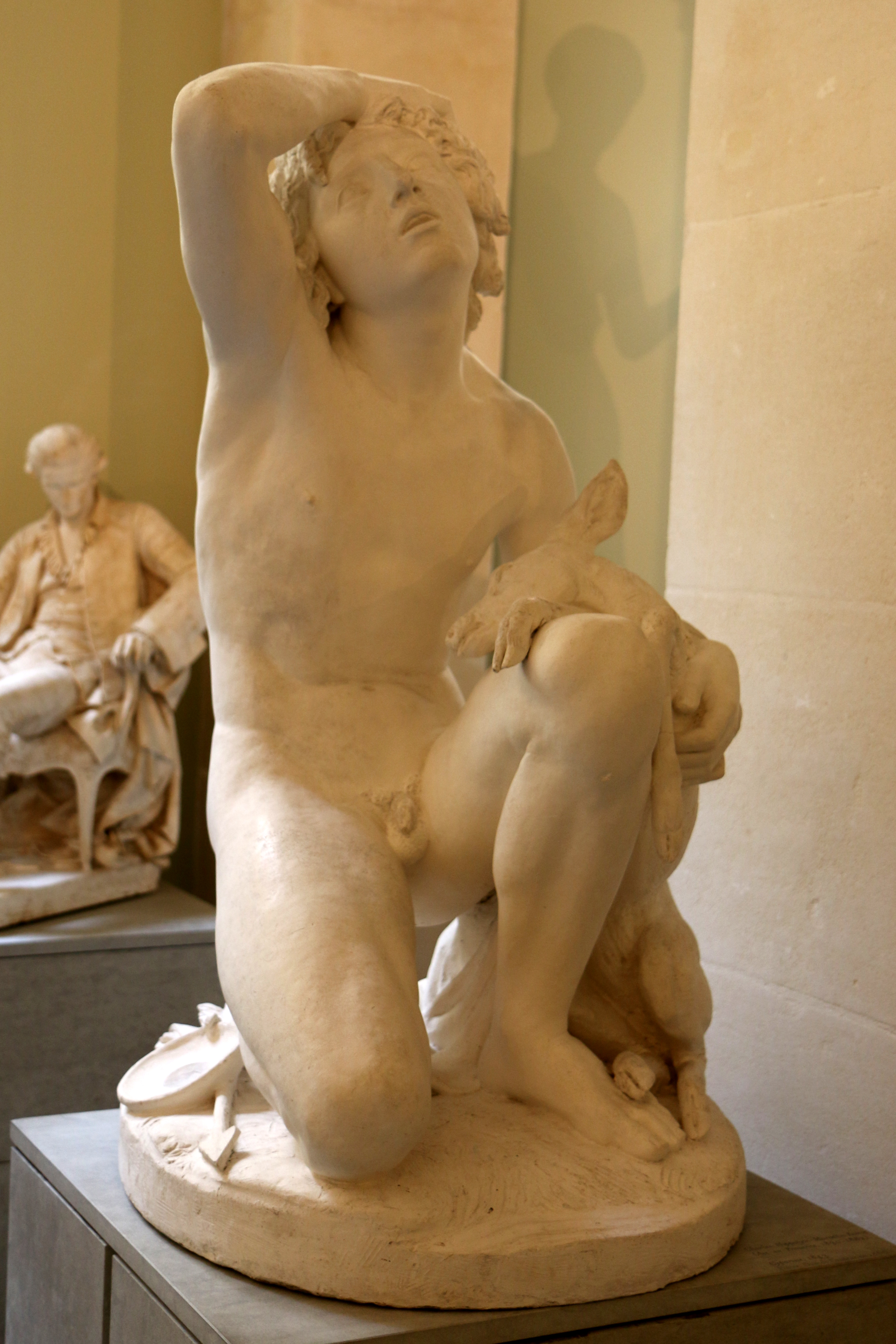
Cyparisse (1843), Aix-en-Provence, musée Granet.
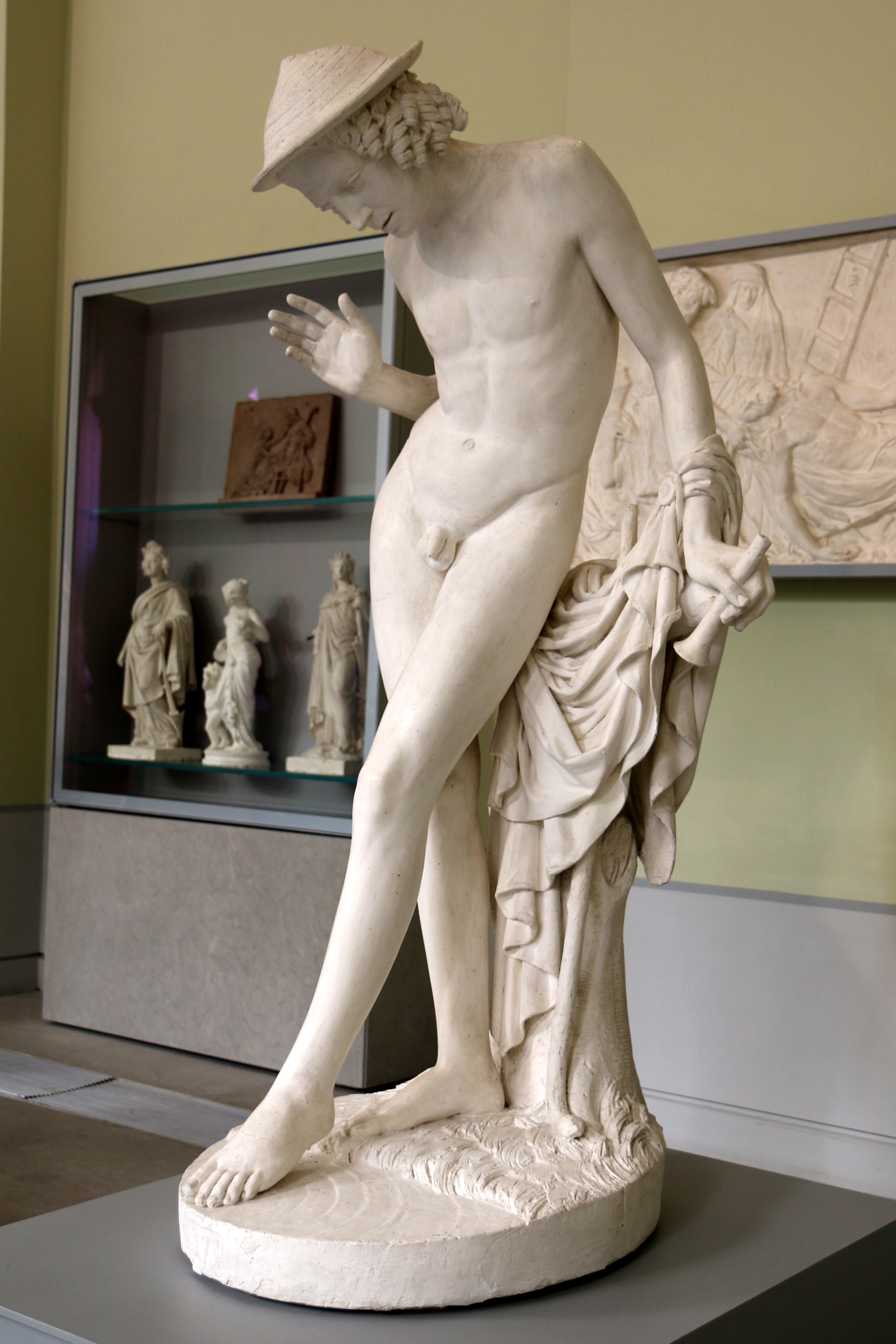
Le Berger Corydon (1843), Aix-en-Provence, musée Granet.
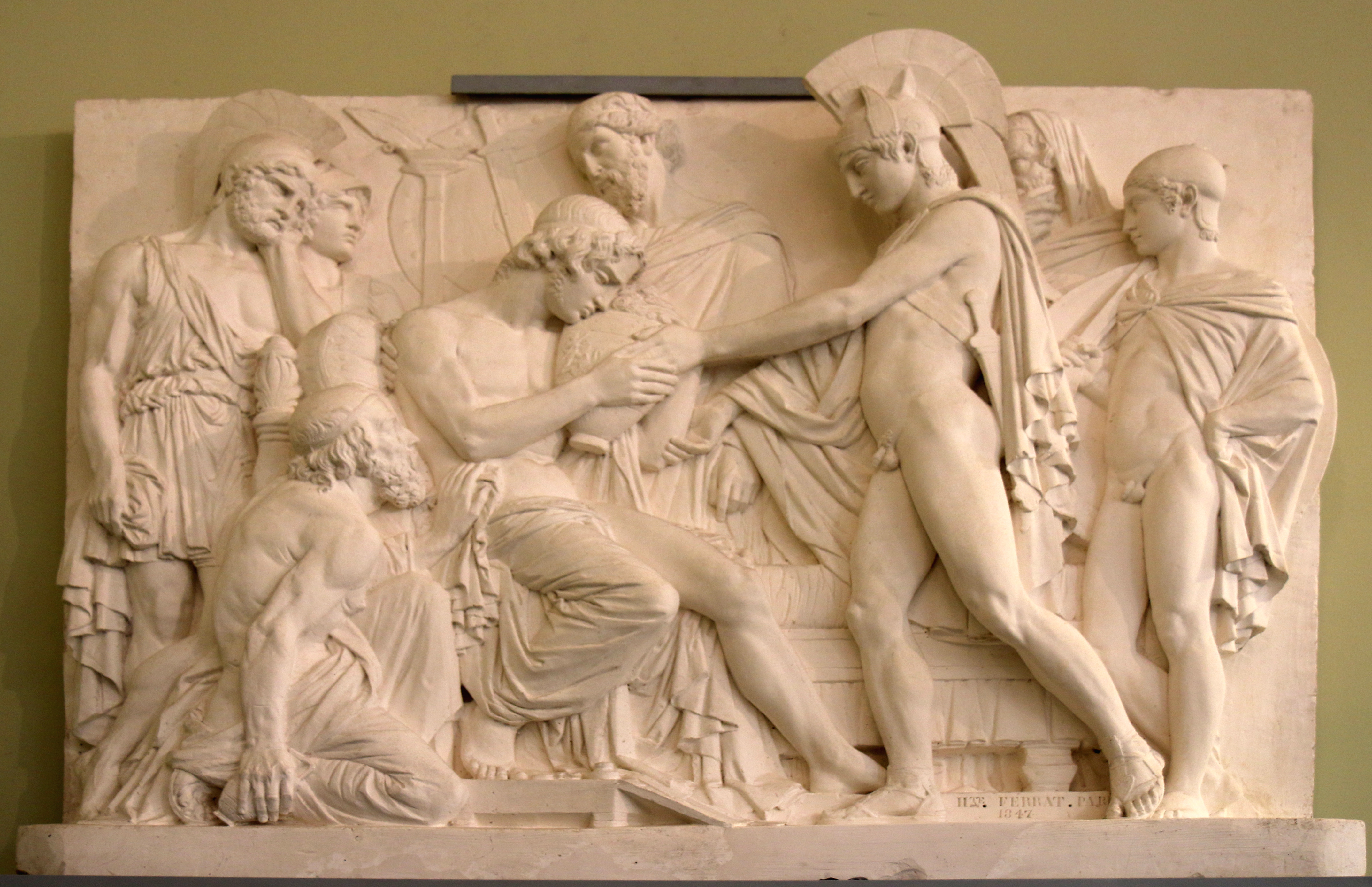
Phalante reçoit des mains de Télémaque l'urne renfermant les cendres d'Hippias (1847), Aix-en-Provence, musée Granet.
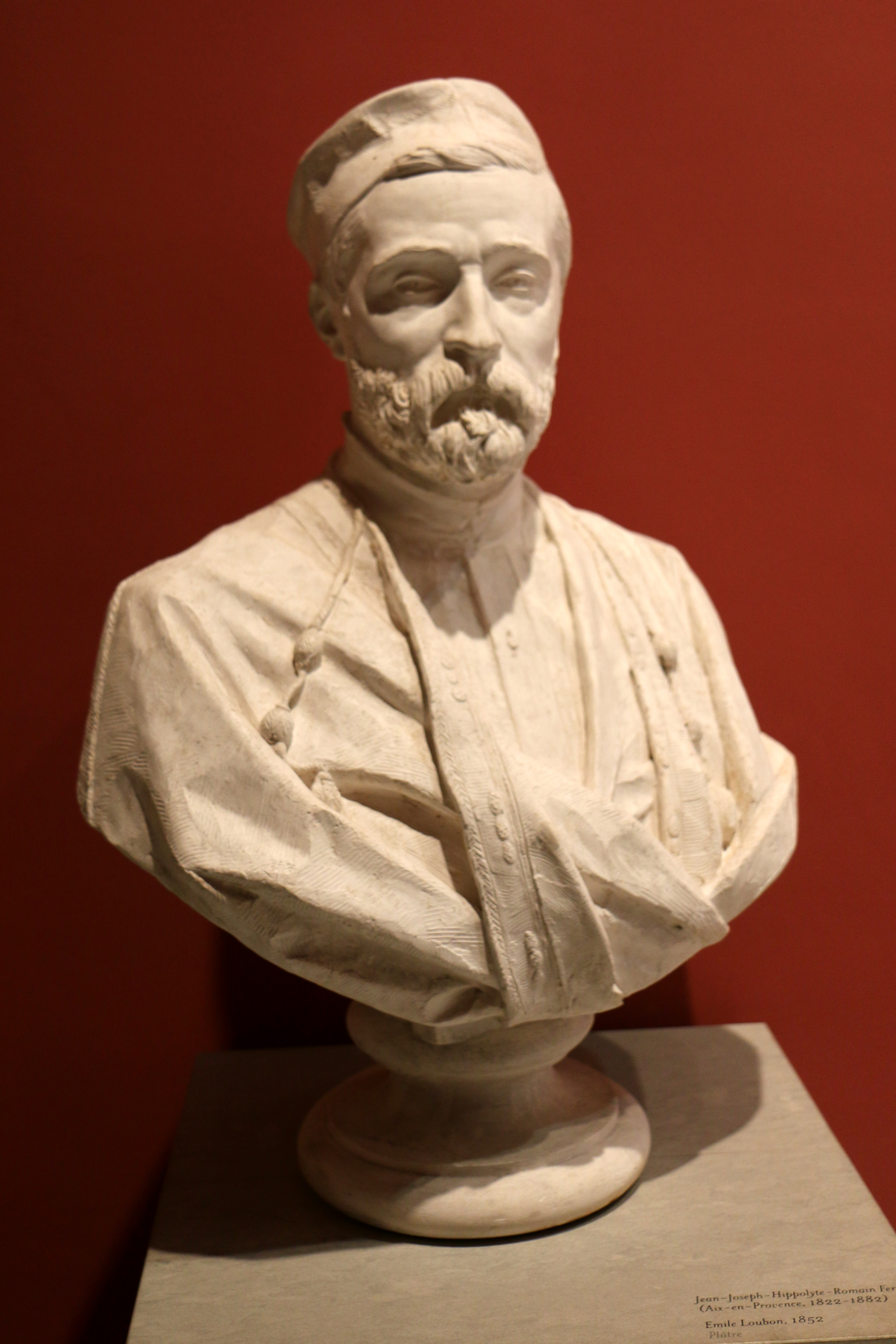
Émile Loubon (1852), Aix-en-Provence, musée Granet.

Œuvres d'Hippolyte Ferrat Marseille hôtel du Louvre et de la Paix
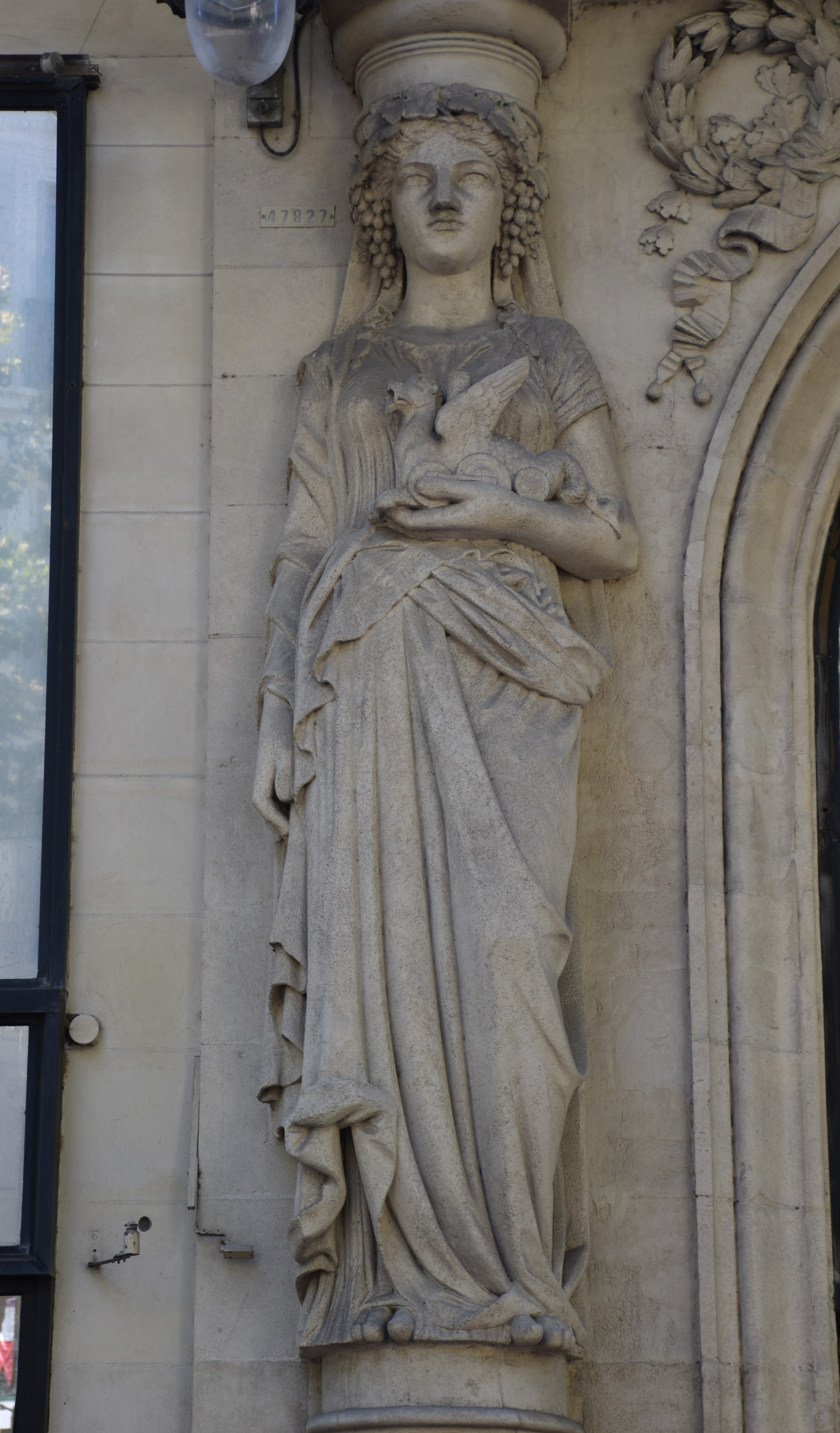
Amérique (1863), Marseille, hôtel Louvre et Paix.
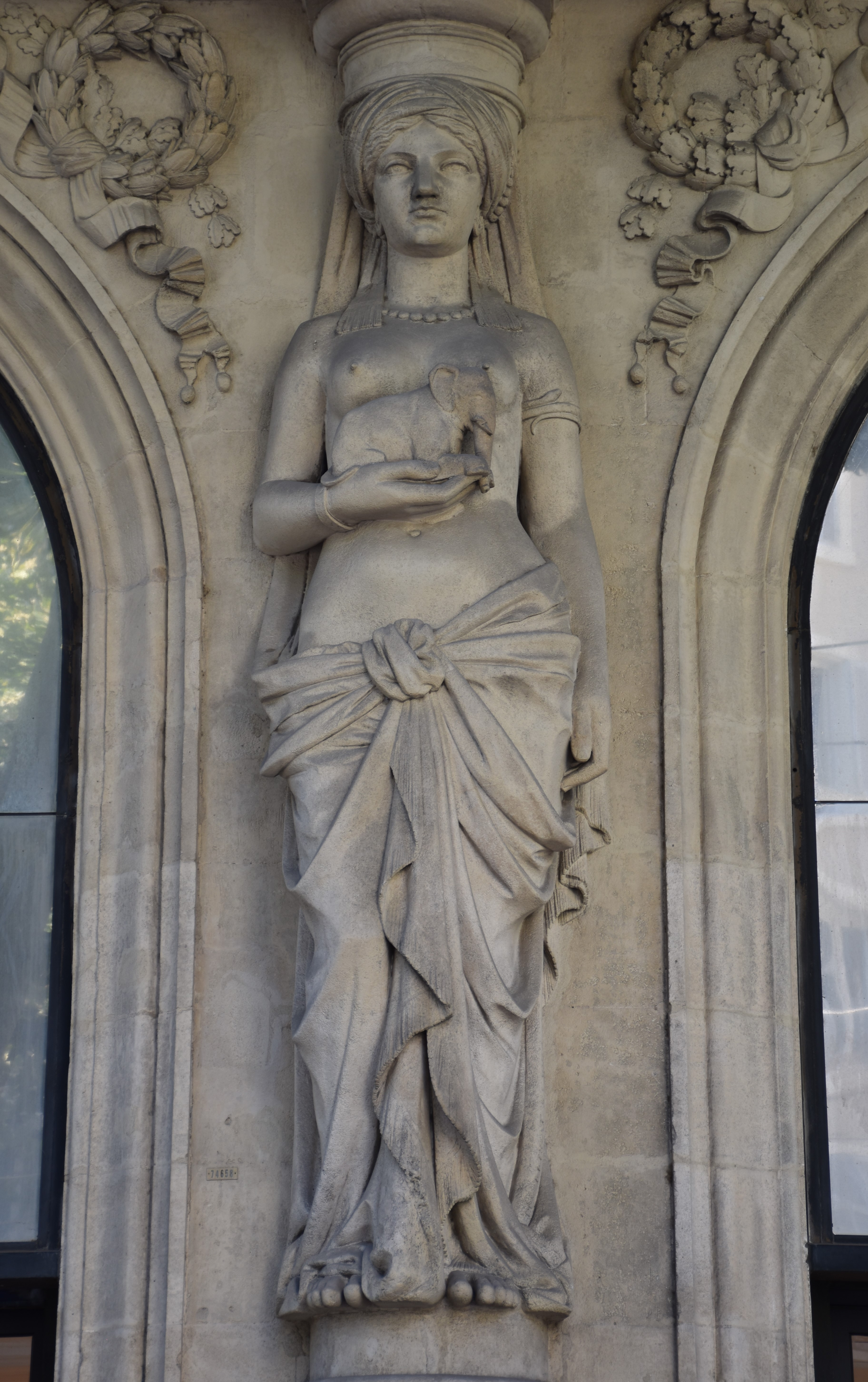
Asie (1863), Marseille, hôtel Louvre et Paix.
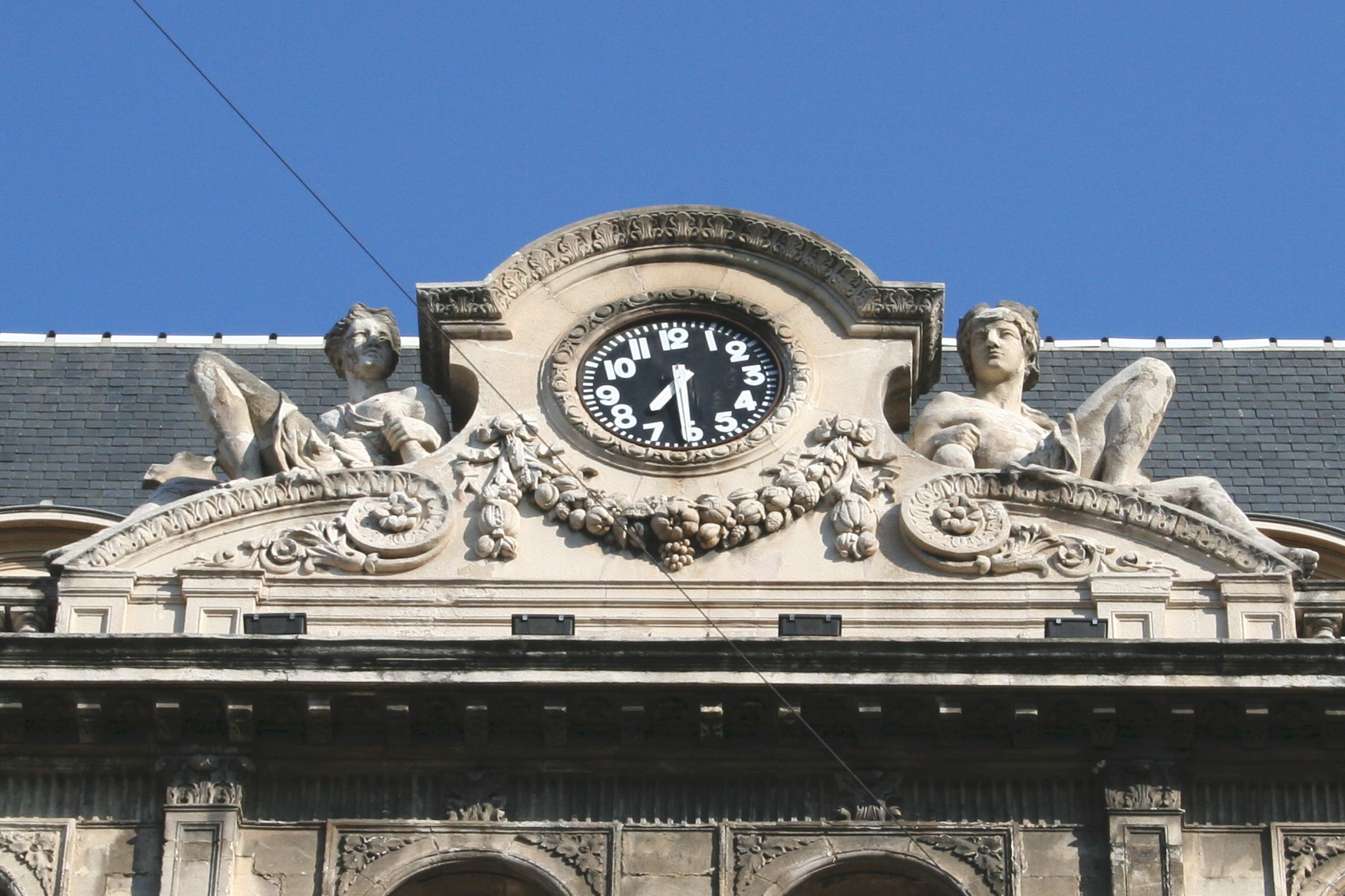
Le Commerce et La Navigation (1863), Marseille, hôtel Louvre et Paix.
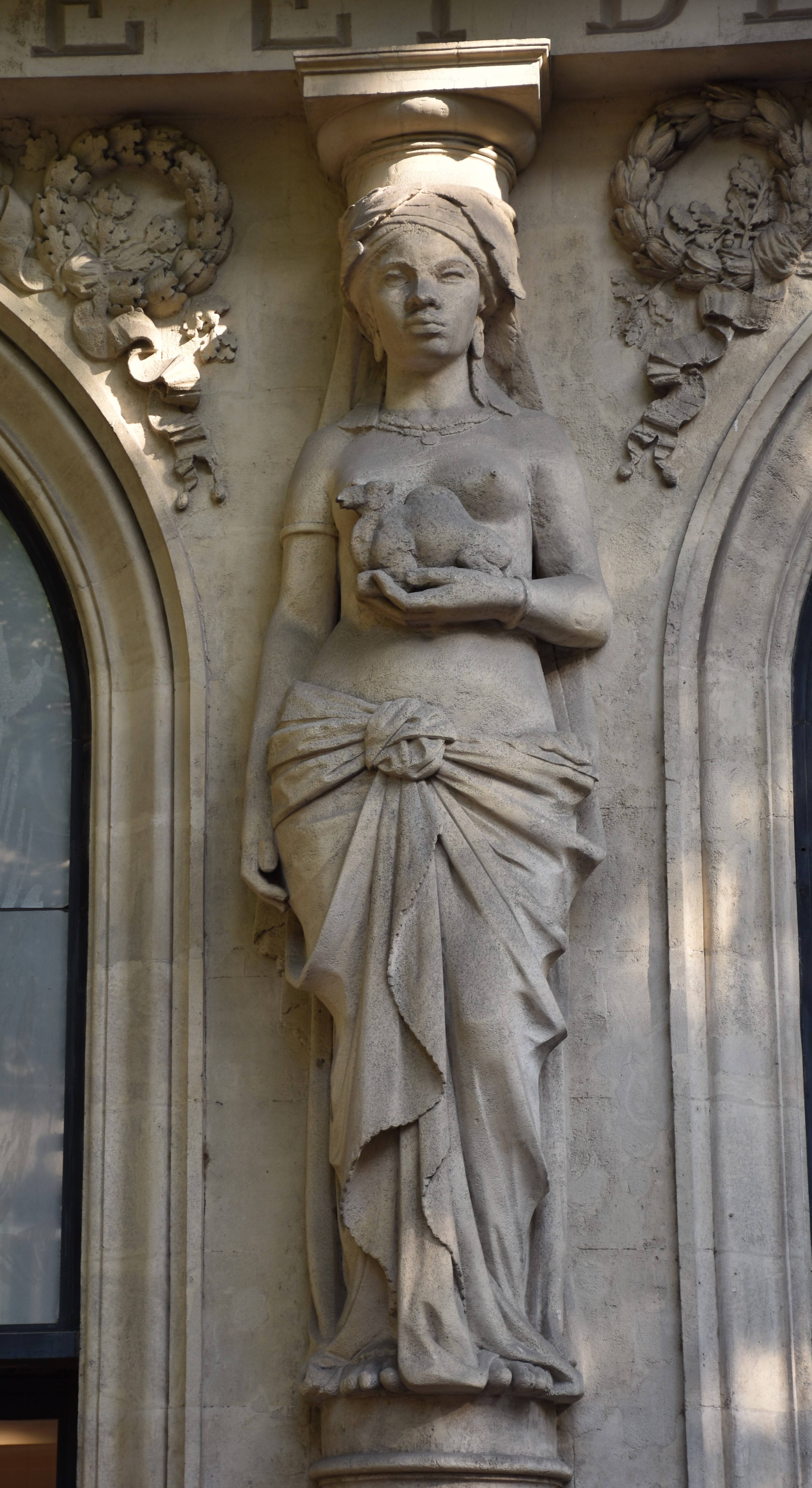
Afrique (1863), Marseille, hôtel Louvre et Paix.
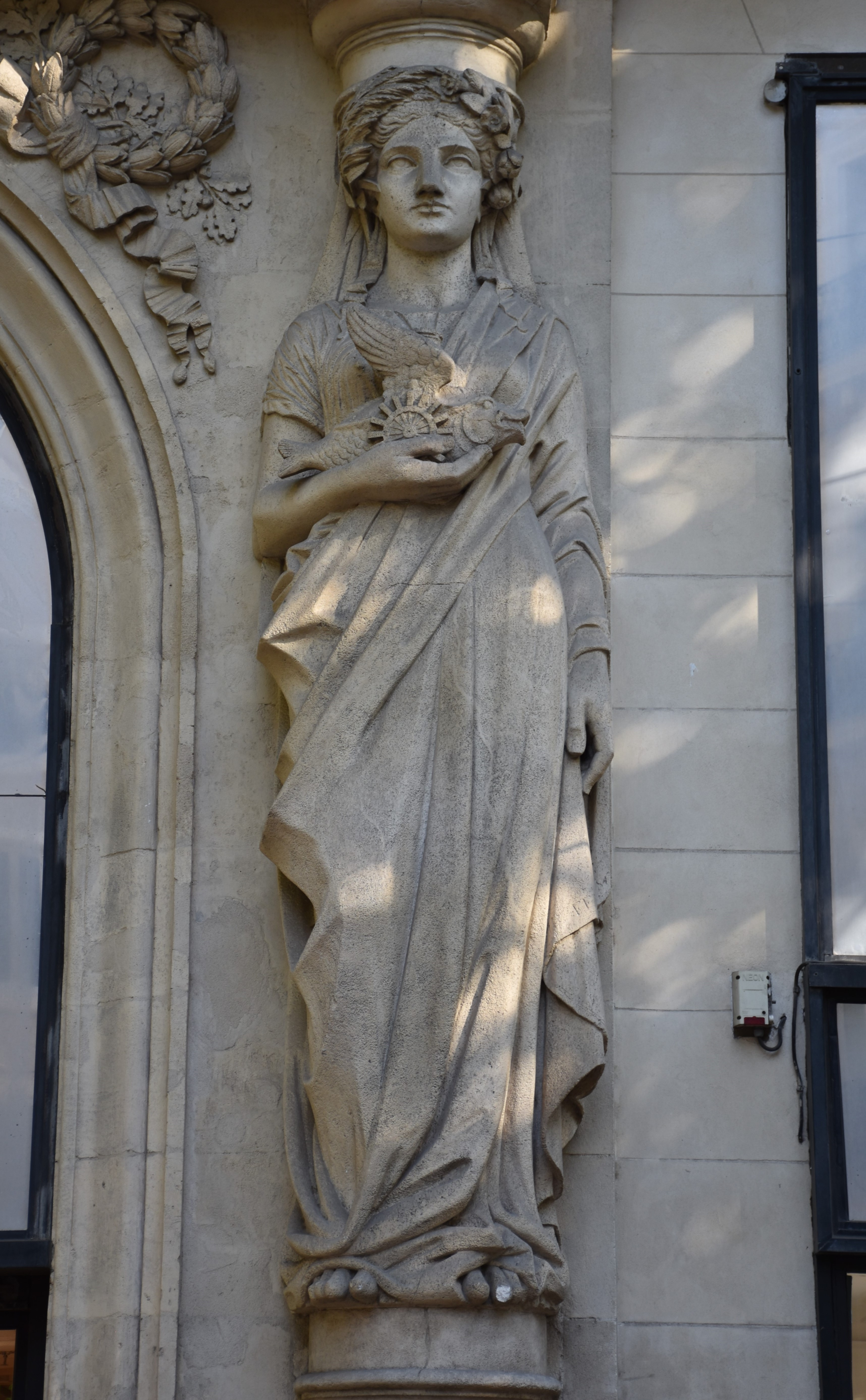
Europe (1863), Marseille, hôtel Louvre et Paix.